# The Last Tattoo
The Last Tattoo est un néo-zélandais et américain réalisé par John Reid en 1994.

## Fiche technique
- Réalisateur : John Reid
- Année de production : 1994
- Format de projection : 1.66
- Format de production : 35 mm
- Tourné en anglais
- Durée : 111 minutes

## Distribution
- Desmond Kelly : McGurk
- Katie Wolfe : Rose Mitchell
- John Bach : Austin Leech
- Kerry Fox : Kelly Towne
- Tony Goldwyn : Michael Starwood
- Danielle Cormack : Molly